# ITVニュース
『ITVニュース』（アイティーブイニュース）は、あいテレビ（ITV）で放送されているローカルニュース番組である。

## 放送時間
いずれもJST。
- 昼：月曜 - 金曜 『ひるおび!』内 11:50
- 夕方：土曜 『報道特集』内 17:44頃（県内天気は18:55から独立番組として放送）・日曜 17:45 （『Nスタ』に内包）。

## その他
- かつては月曜 - 木曜のNEWS23終了後や金曜の22:54からも放送されていたが、現在ではいずれも天気予報の放送枠となっている。
- 平成新局ということもあってか、NHKの拠点局を有する地域の中では、ローカルニュースの放送頻度が低くなっている。